# Cryptoblepharus novaeguineae
Espèce
Synonymes
- Cryptoblepharus boutonii novaeguineae Mertens, 1928
- Cryptoblepharus boutonii pallidus Mertens, 1928
- Cryptoblepharus boutonii aruensis Mertens, 1928
- Cryptoblepharus pallidus Mertens, 1928

Statut de conservation UICN

 LC  : Préoccupation mineure
Cryptoblepharus novaeguineae est une espèce de sauriens de la famille des Scincidae.

## Répartition
Cette espèce se rencontre :
- en Nouvelle-Guinée dans la partie indonésienne et dans la partie papouane ;
- en Indonésie dans les îles de Biak, de Numfor ainsi que dans les îles Yapen, ;
- en Indonésie dans les îles Raja Ampat ;
- en Indonésie dans les îles Aru.

## Étymologie
Cette espèce est nommée en référence au lieu de sa découverte : la Nouvelle-Guinée.

## Publication originale
- Mertens, 1928 : Neue Inselrassen von Cryptoblepharus boutonii (Desjardin). Zoologischer Anzeiger, vol. 78, p. 82-89.